# Rosemarie Schulak
Rosemarie Schulak (* 1933 in Poysdorf) ist eine österreichische Schriftstellerin.

## Leben
Rosemarie Schulak besuchte die Volksschule in Poysdorf im Weinviertel und das Realgymnasium in Laa an der Thaya und die Lehrerbildungsanstalt in Wien. Ab 1952 unterrichtete sie als Lehrerin und studierte daneben Pädagogik und Kunstgeschichte an der Universität Wien und promovierte zum Dr. phil. Von 1983 bis 1989 unterrichtete sie an der Bildungsanstalt für Kindergärtnerinnen in Pressbaum.
Rosemarie Schulak veröffentlichte ab 1950 Gedichte in der Zeitschrift Neue Wege und in Lokalblättern. Ihre Lyrik wurde in zahlreiche Sprachen übersetzt (14 Sprachen im Jahre 2006). Schulak erhielt einige Haiku-Preise.
Schulak ist Mitglied beim Österreichischen P.E.N.-Club und Niederösterreichischen P.E.N.-Club, Mitglied des Österreichischen Schriftstellerverbandes, Mitglied der Regensburger Schriftstellergruppe International und Mitglied von Heiku-Gruppen. Schulak war Organisatorin von Lesungen im Amerlinghaus in Wien.

## Publikationen
Lyrik
- Vom Sprechen und Schweigen. Gedichte, ÖLP, 1990.
- Lichtspuren. Kurzgedichte, St. Georgs Presse, 1991.
- Dort wo ich ging. Kurzgedichte, St. Georgs Presse, 1992.
- Abends ein Leuchten. Kurzgedichte, St. Georgs Presse, 1995.
- Als ein Himmelstreif. Silbengedichte, Brjag Print Varna, 1996.
- Wortboten. Silbengedichte, Club d´Art International, 2001.

Prosa
- Die vergessen sind. Erinnerungen, Bilder, Geschichten. Verlag Doppelpunkt, 1997. Slowakische Ausgabe 2002.
- Eberhards Mantel. Facetten eines Romans. Mauer Verlag, 2004.